# Maila Venturi
Maila Venturi (Lucca, 23 ottobre 1996) è una pallavolista italiana, libero della Nottolini Capannori.

## Carriera

### Club
La carriera di Maila Venturi inizia nel 2011 quando entra a far parte della Pantera Lucca, in Serie C, per essere promossa, nella stagione 2012-13, nella squadra che disputa la Serie B2. Nella stagione 2013-14 è ancora in Serie B2 ma con il Nottolini Capannori, con cui, nell'annata successiva, partecipa alla Serie B1 a seguito della promozione. Nella stagione 2015-16 passa al San Michele di Firenze, sempre in Serie B1, dove resta per due annate.
Per il campionato 2017-18 si accasa alla Zambelli Orvieto, in Serie A2, per poi essere ingaggiata, nella stagione 2018-19, dal San Casciano, in Serie A1. È nella massima divisione anche nella stagione 2021-22 con il neopromosso Roma Club.
Nella stagione 2022-23 si prende una pausa dalla pallavolo, mentre per l'annata successiva accetta di ritornare alla Nottolini Capannori, militante in Serie B1.